# Сингапурска битка
Сингапурската битка, известна още като падането на Сингапур, се води в Югоизточния азиатски театър от Втората световна война. Японската империя нахлува в британската крепост в Сингапур – наричана „Гибралтар на Изтока“. Сингапур е основната британска военна база в Югоизточна Азия и е ключът към британското имперско планиране на междувоенната отбрана за Югоизточна Азия и Югозападния Тихи океан. Боевете в Сингапур продължават от 8 до 15 февруари 1942 г., след двата месеца, през които японските сили напредват надолу по Малайския полуостров.
Кампанията, включително финалната битка, е решаваща победа на Япония, довела до превземането на Сингапур и най-голямата британска капитулация в историята. Около 80 000 британски, индийски и австралийски войници в Сингапур стават военнопленници, в допълнение на 50 000 взети от японците в по-ранната малайска кампания. Около 40 000 предимно индийски войници се присъединяват към индийската национална армия и ще се бият заедно с японците. Британският премиер Уинстън Чърчил го нарича „най-лошото бедствие“ в британската военна история.След падането на града голямата китайска общност, симпатизираща на нападнатия от Япония преди 5 години Китай е подложена на масово изтребление в началото на окупацията, а впоследствие китайците са подложени на сегрегация, по-строга от тази на британските колонизатори.

## В културата
Сингапурската битка заедно с предшестващото я японско настъпление в Малайзия са единствената победа на Оста, на която е посветен епизод на документалния минисериал на американската телевизия "Нешънъл джиографик" "Генерали на война"!